# Музаев, Магомед Алгазорович
Магомед Алгазорович Музаев (24 января 1993, Москва) — российский футболист, выступающий на позиции нападающего.

## Биография
Воспитанник футбольной школы московского «Динамо» (ЦПФ им. Льва Яшина). В 2009 году перешёл в «Терек», в его составе сыграл 9 матчей в первенстве дублёров. В 2010—2011 годах числился в составе «Локомотива-2».
В весенней части сезона 2011/12 дебютировал в профессиональных соревнованиях в составе команды «Биолог-Новокубанск», игравшей во втором дивизионе, принял участие в шести матчах. Осенью 2012 года выступал за «Машук-КМВ», но сыграл только один матч за основу и несколько матчей за фарм-клуб. В сезоне 2013/14 уехал в молдавскую «Дачию», где также не смог пробиться в основной состав и играл за дубль команды в первом дивизионе. В сезоне 2014/15 был в составе клуба «Маккаби Ирони» (Кирьят-Гат), игравшего в первом дивизионе Израиля, но ни разу не вышел на поле.
В 015 году перешёл в белорусский «Нафтан». Единственный матч в чемпионате Белоруссии сыграл 8 ноября 2015 года против жодинского «Торпедо», выйдя на замену на 90-й минуте вместо Евгения Елезаренко. Также принял участие в одном матче Кубка Белоруссии, где тоже вышел на замену на 90-й минуте, и сыграл 4 матча (1 гол) за дубль команды.
В сезоне 2015/16 был в составе армянского «Бананца», но ни разу не вышел на поле. Осенью 2016 года играл за московскую «Академию СЗ» в любительской лиге 8х8.